# Leptocuma nichollsi
Leptocuma nichollsi är en kräftdjursart som beskrevs av Hale 1949. Leptocuma nichollsi ingår i släktet Leptocuma och familjen Bodotriidae. Inga underarter finns listade i Catalogue of Life.